# Olimpíada Internacional de Física
A Olimpíada Internacional de Física (IPhO) é uma competição anual de física para alunos do Ensino Médio. A primeira IPhO foi realizada em 1967 na Polônia. Ela é uma das Olimpíadas Internacionais de Ciências.

## Formato

### Delegações
Cada delegação nacional é composta por até cinco competidores e dois líderes. Observadores também podem acompanhar o time. Os estudantes competem individualmente em uma prova prática e uma prova teórica.

### Provas
A competição consiste de duas provas, uma experimental e uma teórica, com no mínimo um dia de intervalo entre elas. A prova teórica é composta de três problemas que abrangem pelo menos quatro matérias da física ensinada no ensino médio, ela vale 30 pontos. A prova experimental é composta de um ou dois problemas, ela vale 20 pontos. Ambas as provas tem duração de 5 horas.
As notas mínimas necessárias para cada uma das medalhas são decididas de forma com que os 8% primeiros ganhem medalha de ouro, até 25% ganhem medalha de prata ou ouro, até 50% ganhem medalha (de ouro, prata ou bronze) e até 67% ganhem menção. Essa proporção foi aprovada em 2008 e passou a valer a partir de 2009.

## Participação do Brasil
A delegação que representa o Brasil na IPhO é selecionada a partir da Olimpíada Brasileira de Física. Desde sua segunda participação, o Brasil é premiado anualmente com medalhas de bronze e menções honrosas. Até 2017 o país ganhou 6 medalhas de ouro, 5 de prata, 34 de bronze e 15 M.H. (Menção Honrosa). Uma em 2008 (Guilherme Victal da Costa) e duas em 2009 (André Luis M. Farias e Ivan G. Mitoso Rocha) — e duas medalhas de ouro, uma em 2011 (Gustavo Haddad F. e S. Braga) e outra em 2012 (Ivan Tadeu Ferreira Antunes Filho) —.

### Tabela de medalhas brasileiras
| Ano   | País          | Ouro | Prata | Bronze | M.H. |
| ----- | ------------- | ---- | ----- | ------ | ---- |
| 2000  | Inglaterra    | -    | -     | -      | -    |
| 2001  | Turquia       | -    | -     | -      | 1    |
| 2002  | Indonésia     | -    | -     | 1      | 2    |
| 2003  | Taiwan        | -    | -     | -      | 1    |
| 2004  | Coreia do Sul | -    | -     | -      | 1    |
| 2005  | Espanha       | -    | -     | 1      | 2    |
| 2006  | Singapura     | -    | -     | -      | 3    |
| 2007  | Irã           | -    | -     | 1      | -    |
| 2008  | Vietnã        | -    | 1     | 1      | 2    |
| 2009  | México        | -    | 2     | 2      | 1    |
| 2010  | Croácia       | -    | -     | 5      | -    |
| 2011  | Tailândia     | 1    | -     | 4      | -    |
| 2012  | Estônia       | 1    | -     | 3      | -    |
| 2013  | Dinamarca     | -    | 1     | 4      | -    |
| 2014  | Cazaquistão   | -    | -     | 4      | -    |
| 2015  | Índia         | -    | -     | 3      | 2    |
| 2016  | Suíça         | 1    | 1     | 3      | -    |
| 2017  | Indonésia     | 3    | -     | 2      | -    |
| 2018  | Portugal      | -    | 1     | 4      | -    |
| 2019  | Israel        | -    | 2     | 3      | -    |
| 2020  | Rússia        | -    | 4     | 1      | -    |
| 2021  | Lituânia      | 1    | 1     | 3      | -    |
| 2022  | Suíça         | -    | 2     | 2      | 1    |
| 2023  | Japão         | -    | 2     | 3      | -    |
| TOTAL | TOTAL         | 7    | 17    | 50     | 16   |

## Participação de Portugal
A delegação de Portugal na IPhO é selecionada a partir das Olimpíadas Nacionais de Física. Participando da competição desde 1994, Portugal conseguiu até hoje duas medalhas de prata, dezesseis medalhas de bronze e quarenta e uma menções honrosas.

## Sedes da IPhO

### Sedes confirmadas
| #  | Ano  | País                    | Cidade          | Site Oficial                     |
| -- | ---- | ----------------------- | --------------- | -------------------------------- |
| 54 | 2023 | Japão                   | Tóquio          | ipho2023.jp                      |
| 53 | 2022 | Suíça                   | Remoto          | ipho2022.com                     |
| 52 | 2021 | Lituânia                | Remoto          | ipho2021.lt                      |
| 51 | 2020 | Rússia                  | Remoto          | i20.mipt.ru                      |
| 50 | 2019 | Israel                  | Tel Aviv        | ipho2019.org.il                  |
| 49 | 2018 | Portugal                | Lisboa          | ipho2018.pt                      |
| 48 | 2017 | Indonésia               | Yogyakarta      | ipho2017.id                      |
| 47 | 2016 | / Suíça e Liechtenstein | Zurique         | science.olympiad.ch/en/ipho2016/ |
| 46 | 2015 | Índia                   | Mumbai          | ipho2015.in                      |
| 45 | 2014 | Cazaquistão             | Astana          | ipho2014.kz                      |
| 44 | 2013 | Dinamarca               | Copenhaga       | ipho2013.dk                      |
| 43 | 2012 | Estônia                 | Tartu e Tallinn | ipho2012.ee                      |
| 42 | 2011 | Tailândia               | Bangkok         | ipho2011.org                     |
| 41 | 2010 | Croácia                 | Zagreb          | ipho2010.hfd.hr                  |
| 40 | 2009 | México                  | Mérida          | ipho2009.smf.mx                  |
| 39 | 2008 | Vietnã                  | Hanoi           | ipho2008.hnue.edu.vn             |
| 38 | 2007 | Irã                     | Isfahan         |                                  |
| 37 | 2006 | Singapura               | Singapura       | cedmedia.ntu.edu.sg/ipho         |
| 36 | 2005 | Espanha                 | Salamanca       |                                  |
| 35 | 2004 | Coreia do Sul           | Pohang          | ipho2004.or.kr                   |
| 34 | 2003 | Taiwan                  | Taipei          | phy.ntnut.edu.tw/ipho2003        |
| 33 | 2002 | Indonésia               | Bali            |                                  |
| 32 | 2001 | Turquia                 | Antália         |                                  |
| 31 | 2000 | Reino Unido             | Leicester       | star.le.ac.uk/IPhO-2000          |
| 30 | 1999 | Itália                  | Pádua           | pd.infn.it/Olifis                |
| 29 | 1998 | Islândia                | Reykjavík       |                                  |
| 28 | 1997 | Canadá                  | Sudbury         |                                  |
| 27 | 1996 | Noruega                 | Oslo            |                                  |
| 26 | 1995 | Austrália               | Canberra        | anu.edu.au/Physics/IPhO          |
| 25 | 1994 | China                   | Beijing         |                                  |
| 24 | 1993 | EUA                     | Williamsburg    |                                  |
| 23 | 1992 | Finlândia               | Helsinki        |                                  |
| 22 | 1991 | Cuba                    | Havana          |                                  |
| 21 | 1990 | Países Baixos           | Groninga        |                                  |
| 20 | 1989 | Polônia                 | Varsóvia        |                                  |
| 19 | 1988 | Áustria                 | Bad Ischl       |                                  |
| 18 | 1987 | Alemanha Oriental       | Jena            |                                  |
| 17 | 1986 | Reino Unido             | London-Harrow   |                                  |
| 16 | 1985 | Iugoslávia              | Portorož        |                                  |
| 15 | 1984 | Suécia                  | Sigtuna         |                                  |
| 14 | 1983 | Romênia                 | Bucareste       |                                  |
| 13 | 1982 | Alemanha Ocidental      | Malente         |                                  |
| 12 | 1981 | Bulgária                | Varna           |                                  |
|    | 1980 | Não foi realizada       |                 |                                  |
| 11 | 1979 | União Soviética         | Moscou          |                                  |
|    | 1978 | Não foi realizada       |                 |                                  |
| 10 | 1977 | Checoslováquia          | Hradec Králové  |                                  |
| 9  | 1976 | Hungria                 | Budapeste       |                                  |
| 8  | 1975 | Alemanha Oriental       | Güstrow         |                                  |
| 7  | 1974 | Polônia                 | Varsóvia        |                                  |
|    | 1973 | Não foi realizada       |                 |                                  |
| 6  | 1972 | Romênia                 | Bucareste       |                                  |
| 5  | 1971 | Bulgária                | Sófia           |                                  |
| 4  | 1970 | União Soviética         | Moscou          |                                  |
| 3  | 1969 | Checoslováquia          | Brno            |                                  |
| 2  | 1968 | Hungria                 | Budapeste       |                                  |
| 1  | 1967 | Polônia                 | Varsóvia        |                                  |

### Sedes Futuras
Os seguintes países provavelmente sediarão as próximas IPhOs:
| #  | Ano  | País          | Cidade    |
| -- | ---- | ------------- | --------- |
| 59 | 2029 | Equador       | a decidir |
| 58 | 2028 | Coreia do Sul | a decidir |
| 57 | 2027 | Hungria       | a decidir |
| 56 | 2026 | Colômbia      | a decidir |
| 55 | 2025 | França        | a decidir |
| 54 | 2024 | Irã           | Isfahan   |